# Enjoy (álbum)
Enjoy —estilizado como EnJoy— es el cuarto álbum en directo de la banda española Revólver, publicado el 27 de agosto de 2013 por el sello discográfico Warner Music. El álbum, grabado en la sala Joy Eslava de Madrid el 27 de febrero, supone la primera publicación oficial de un concierto eléctrico de Revólver, tras una serie de tres conciertos acústicos bajo la fórmula de Básicos publicados entre 1994 y 2006, y resume los veinticinco años del grupo desde la salida de Carlos Goñi del grupo valenciano Comité Cisne y la formación de Revólver en 1989. El álbum contó con la participación del cantante Miguel Ríos en la canción «Dos por dos».
Enjoy fue publicado en formato digipack con un CD, que incluyó trece canciones, más un DVD con el concierto íntegro y extras grabados durante los ensayos del concierto en Valencia, además de entrevistas y la preparación del tema «Dos por dos». El álbum alcanzó el puesto seis en la lista de discos más vendidos elaborada por Promusicae, igualando la posición alcanzada por su predecesor, Argán (2011).

## Historia
La grabación de Enjoy tuvo lugar varios meses después de que Carlos Goñi formase Comité, un proyecto paralelo a Revólver con el que rescató canciones de su etapa en el grupo valenciano Comité Cisne. El proyecto incluyó la regrabación de temas como «Ana Frank» y «Licor», publicados como EP digital en iTunes, y una pequeña gira de conciertos acompañado de Julián Nemesio y Manuel Bagües que comenzó el 26 de octubre en la Sala República de Mislata, Valencia y terminó el 15 de febrero de 2013 en el teatro Romea de Murcia.
El 14 de enero, Goñi anunció a través de su perfil en Facebook la grabación de un concierto eléctrico programado para el 27 de febrero en la sala Joy Eslava de Madrid, con vistas a publicarlo en CD y DVD. Después de tres discos en acústico —Básico (1993), Básico 2 (1997) y Básico 3 (2006)—, Enjoy supuso la primera publicación oficial de un concierto eléctrico completo de Revólver. Cuatro años antes, publicó parte de un concierto que ofreció en el Conde Duque de Madrid en la caja recopilatoria Que veinte años no es nada (2009).
Para el concierto, el músico utilizó la misma formación de los conciertos de Comité, integrada por Julián Nemesio a la batería y por Manuel Bagües al bajo, además de las coristas Cristina Narea y Maite Pizarro, presentes en la grabación de Básico 3 (2006). Goñi organizó el concierto como un recopilatorio de su carrera musical y seleccionando las canciones más roqueras de su repertorio para hacer un disco «eléctrico, duro y potente», según sus propias palabras. Sobre la selección de canciones, Goñi comentó: «Fue complicado porque manejábamos un repertorio de 150 canciones, que se dice muy pronto, pero cubre un intervalo de veintidós años. Entonces es muy difícil reunir en un momento dado a un montón de gente que me constaba que eran seguidores de Revólver en toda la geografía española y les pedí que me hiciesen una lista de qué catorce canciones les parecerían imprescindibles a estar en este álbum y conseguimos reducirlo a 75 canciones. Y a partir de ahí, con 75 configuramos un poco lo que serían las 14-15 más o menos que aparecen en el álbum».
El concierto contó también con la participación del cantante Miguel Ríos como artista invitado en la canción «Dos por dos». Tres años antes, Goñi colaboró con Ríos interpretando en varios conciertos del cantante «Todo a pulmón» durante su gira de despedida Bye, Bye, Ríos. Tras su grabación, y a diferencia de otros discos en directo, Goñi destacó en las notas de Enjoy que el álbum no incluyó grabaciones adicionales, y añadió: «Prefiero dejar los errores que cometer uno más grande, es decir, engañar a alguien diciendo que es en directo cuando está regrabado en estudio».
La publicación de Enjoy fue en un principio programada para el 28 de mayo, pero una fractura del brazo derecho fruto de una caída al inicio de un concierto en Nambroca, Toledo el 11 de mayo obligó a Goñi a posponer las fechas de su gira y la publicación de Enjoy. Finalmente, el álbum se publicó el 27 de agosto.

## Recepción
Tras su publicación, la prensa musical recibió Enjoy con buenas críticas en general. Juanjo Ordás escribió para Efe Eme: «Mientras que el DVD está muy bien editado, desplegando bastantes medios para una sala mediana como la madrileña Joy Eslava, es el disco el gran protagonista. No contiene tantas canciones pero su dinámica es mucho más equilibrada, con un fantástico inicio a ritmo de "Mestizo" y una secuenciación mucho más ágil. Más que entretenido, gratificante y roquero. Muy roquero». En Mundo Pop, J.J. Caballero comentó: «Discos en directo hay muchos. Y formas de afrontarlos, grabarlos y presentarlos al público, también. En el que nos ocupa, [...] se trata más bien de poner a su protagonista y a algunas de sus canciones básicas en el lugar que verdaderamente les corresponde. Y no me refiero solo a pequeños clásicos como "El roce de tu piel", "San Pedro" o "Tú y yo", aquí revisadas en pleno realce guitarrístico y con riffs añadidos, sino a gratísimas sorpresas como esa joya de su primera etapa, la inmensa "Malvarrosa affaire", probablemente uno de los grandes momentos de este directo, por lo inesperado de su inclusión. Todo tocado con precisión, espíritu puramente roquero y pundonor escénico». En una crítica publicada en Paisajes eléctricos, Txema Mañeru escribió: «Revólver, en sus casi 25 años de andadura, han firmado tres apreciables y destacados trabajos en directo en su colección Básico. Grandes éxitos en una exitosa trayectoria en formato acústico en la época en que eso todavía no era una moda. Pero los de Goñi no dejan de ser más que una formación de buen pop-rock de guitarras con marcados aires americanos. Por eso sus fanes reclamaban hace tiempo un directo de las características de este EnJoy».
Desde el punto de vista comercial, el álbum alcanzó el puesto seis en su primera semana en la lista de discos más vendidos de España, elaborada por Promusicae, igualando el puesto alcanzado por su anterior trabajo, Argán (2011).

## Lista de canciones
Todas las canciones escritas y compuestas por Carlos Goñi excepto donde se anota. 
| CD  |                                 |                               |          |  |
| N.º | Título                          | Escritor(es)                  | Duración |  |
| 1.  | «Mestizo»                       |                               | 4:46     |  |
| 2.  | «Malvarrosa affaire»            |                               | 6:48     |  |
| 3.  | «El roce de tu piel»            |                               | 5:29     |  |
| 4.  | «Dónde está el final»           |                               | 5:48     |  |
| 5.  | «Tiempo pequeño»                |                               | 6:02     |  |
| 6.  | «El mismo hombre»               |                               | 6:09     |  |
| 7.  | «Si no hubiera que correr»      |                               | 6:45     |  |
| 8.  | «Es lo que es hay lo que hay»   |                               | 5:18     |  |
| 9.  | «Dos por dos» (con Miguel Ríos) |                               | 5:57     |  |
| 10. | «Ese viejo rock 'n roll»        | George Jackson, Tom Jones III | 4:42     |  |
| 11. | «No va más»                     |                               | 5:00     |  |
| 12. | «El Dorado»                     |                               | 8:42     |  |
| 13. | «San Pedro»                     |                               | 6:25     |  |

| DVD |                                 |                               |          |  |
| N.º | Título                          | Escritor(es)                  | Duración |  |
| 1.  | «No hay mañanas»                |                               | 4:30     |  |
| 2.  | «Tierra baldía»                 |                               | 5:10     |  |
| 3.  | «Mestizo»                       |                               | 4:46     |  |
| 4.  | «Malvarrosa affaire»            |                               | 6:48     |  |
| 5.  | «El roce de tu piel»            |                               | 5:29     |  |
| 6.  | «Dónde está el final»           |                               | 5:48     |  |
| 7.  | «Tiempo pequeño»                |                               | 6:02     |  |
| 8.  | «El mismo hombre»               |                               | 6:09     |  |
| 9.  | «Si no hubiera que correr»      |                               | 6:45     |  |
| 10. | «Es lo que es hay lo que hay»   |                               | 5:18     |  |
| 11. | «Dos por dos» (con Miguel Ríos) |                               | 5:57     |  |
| 12. | «Ese viejo rock 'n roll»        | George Jackson, Tom Jones III | 4:42     |  |
| 13. | «No va más»                     |                               | 5:00     |  |
| 14. | «El Dorado»                     |                               | 8:42     |  |
| 15. | «San Pedro»                     |                               | 6:25     |  |
| 16. | «Tú y yo»                       |                               | 5:38     |  |

## Personal
| Músicos - Carlos Goñi: voz, guitarra eléctrica y armónica - Manuel Bagüés: bajo y coros - Julián Nemesio: batería - Cristina Narea: coros - Maite Pizarro: coros - Miguel Ríos: voz en «Dos por dos» | Equipo técnico - Mathieu Sena: ingeniero de sonido - David Aguilera: técnico de escenario - Marcelino Mena: ingeniero de iluminación - Alfonso Leal: producción directo - Nacho Sáez: asistente de producción |

## Posición en listas
| País   | Semanas | Semanas | Semanas | Semanas | Semanas | Semanas | Semanas | Semanas | Semanas | Semanas | Semanas |
| País   | 1       | 2       | 3       | 4       | 5       | 6       | 7       | 8       | 9       | 10      | 11      |
| ------ | ------- | ------- | ------- | ------- | ------- | ------- | ------- | ------- | ------- | ------- | ------- |
| España | 6       | 8       | 18      | 31      | 37      | 40      | 43      | 53      | 64      | 88      | 92      |